# Пермяки
Пермяки́ (рос. Пермяки) — село у складі Біловського округу Кемеровської області, Росія.

## Населення
Населення — 1553 особи (2010; 1706 у 2002).
Національний склад (станом на 2002 рік):
- росіяни — 94 %